# Slåttjärnen (Ljusdals socken, Hälsingland, 688444-150888)
Slåttjärnen är en sjö i Ljusdals kommun i Hälsingland och ingår i Ljusnans huvudavrinningsområde. Sjön har en area på 0,0803 kvadratkilometer och ligger 254 meter över havet. Sjön avvattnas av vattendraget Dysån.

## Delavrinningsområde
Slåttjärnen ingår i det delavrinningsområde (688475-150929) som SMHI kallar för Utloppet av Slåttjärnen. Medelhöjden är 269 meter över havet och ytan är 1,09 kvadratkilometer. Räknas de 5 avrinningsområdena uppströms in blir den ackumulerade arean 61,19 kvadratkilometer. Dysån som avvattnar avrinningsområdet har biflödesordning 3, vilket innebär att vattnet flödar genom totalt 3 vattendrag innan det når havet efter 159 kilometer. Avrinningsområdet består mestadels av skog (80 procent). Avrinningsområdet har 0,08 kvadratkilometer vattenytor vilket ger det en sjöprocent på 7,5 procent.